# The Delmore Brothers
Alton Delmore (25 december 1908 - 8 juni 1964) en Rabon Delmore (3 december 1916 - 4 december 1952) uit Elkmont, Alabama, bekend als The Delmore Brothers, waren pionier singer-songwriters van countrymuziek en muzikanten die de sterren waren van de Grand Ole Opry tijdens de jaren 1930. The Delmore Brothers, samen met andere broerduo's zoals The Louvin Brothers, The Blue Sky Boys, The Monroe Brothers (Birch Monroe, Charlie Monroe en Bill Monroe), The McGee Brothers en The Stanley Brothers, hadden een diepgaande invloed op de geschiedenis van countrymuziek en Amerikaanse populaire muziek. Het duo trad uitgebreid op met Arthur Smith als het Arthur Smith Trio gedurende de jaren 1930.

## Bezetting
- Alton Delmore (25 december 1908 - 8 juni 1964, 55 jaar)
- Rabon Delmore (3 december 1916 - 4 december 1952, 36 jaar)

## Geschiedenis
De broers werden in armoede geboren in Elkmont, Alabama, als de zonen van pachtboeren te midden van een rijke traditie van gospelmuziek en Appalachische folk. Hun moeder Mollie Delmore schreef en zong gospelsongs voor hun kerk. De Delmores versmolten gospelachtige harmonieën met het snellere gitaarwerk van traditionele volksmuziek en de blues om het nog steeds opkomende genre van het land te helpen creëren. Naast de reguliere zessnarige akoestische gitaar, was het duo een van de weinige die de zeldzame tenorgitaar gebruikte, een viersnarige instrument, dat voornamelijk eerder in vaudeville-shows was gebruikt. In 1925 schreef de 16-jarige Alton zijn eerste song Bound for the Shore, dat hij samen met zijn moeder schreef. Het werd gepubliceerd door Athens Music Co. In 1930 namen de broers deel aan een wedstrijd in Athens (Alabama) en wonnen de eerste prijs na bijna te zijn verslagen door een comedy-act in meerdere rondes van gelijke spelen.
De broers deden hun eerste opnamesessie voor Columbia Records in 1931 en namen I'm Got the Kansas City Blues en Alabama Lullaby op, wat hun themalied werd. Ze tekenden in 1933 een contract met Victor's budgetlabel Bluebird Records en werden stamgasten bij de Grand Ole Opry. Binnen drie jaar waren ze de meest populaire act in de show geworden. In 1934 begon Arthur Smith met The Delmore Brothers te toeren. Het trio nam de volgende 3 jaar samen op en speelde aan meer dan 52 kanten samen onder zowel The Delmore Brothers als The Arthur Smith Trio. Hun eerste sessie samen was in 1935 voor Bluebird Records. Talentscouts waren onder de indruk van Arthurs spel en namen zijn eerste partijen op met Alton en Rabon, die hem steunden. Tijdens een opnamesessie in 1937 voor Bluebird Records had Alton een verkoudheid die hem dwong lager te zingen, wat uiteindelijk zijn stembanden beschadigde. Hierna kon Alton niet meer zo hoog zingen. Meningsverschillen met het management van Opry leidden ertoe dat de broers de show verlieten in 1938. Na het verlaten van de Opry verhuisden de broers naar WPTF in Raleigh (North Carolina). Hoewel ze tijdens de jaren 1940 muziek bleven spelen en opnemen, bereikten ze nooit hetzelfde niveau van succes dat ze hadden met de Grand Ole Opry. In 1941 haalde hun nummer When It's Time for the Whippoorwill to Sing de Billboard Hillbilly top drie.
In 1942 tekenden de broers officieel bij King Records. Veel van de platen van de vroege King Records die aan deze ondertekening voorafgingen, werden echter onder pseudoniem vrijgegeven. Someday You'll Pay, Remember I Feel Lonesome, Too, Going Back to the Blueridge Mountains en The Last Old Shovel werden uitgebracht onder Altons pseudoniem 'Jim Scott'. Hoewel er een mythe bestaat waarin staat dat alle King-kanten werden geregistreerd in Cincinnati, is dit niet waar. De zijkanten werden opgenomen waar de Delmores toen woonden. De broers hadden de neiging om zich twee tot drie keer per jaar te verplaatsen, wat betekende dat er veel plaatsen waren waar de opnamen werden gemaakt. De zijkanten werden opgenomen in Indianapolis, Memphis, Chattanooga, Jackson, Mississippi, Athens, Alabama, Covington, Fort Smith, Del Rio en Houston.
Hun Freight Train Boogie (opgenomen voor King Records in 1946) wordt door sommigen beschouwd als de eerste rock-'n-roll-plaat. Hun bekendste nummer Blues Stay Away From Me (ook bij King Records, 1949 ) werd gecoverd door Johnny Burnette en The Rock and Roll Trio, Gene Vincent en de Blue Caps, The Louvin Brothers, The Browns, Les Paul & Mary Ford, Doc Watson, The Notting Hillbillies, Marshall Chapman en The Everly Brothers.
Tijdens het verloop van hun carrière schreven de Delmores meer dan duizend nummers. Enkele van de meest populaire waren Brown's Ferry Blues, Gonna Lay Down My Old Guitar en Fifteen Miles from Birmingham. Hun op gitaar gebaseerde opnamen waren de sleutel bij het vestigen van de gitaar als middelpunt in het land en later bij de rockabilly en rock and roll. Een derde instrument dat voorkomt in veel van hun naoorlogse platen is de mondharmonica van Wayne Raney.
Rabon overleed in 1952 aan longkanker, een dag na zijn 36e verjaardag. Na de dood van Rabon kreeg Alton een hartaanval, het verlies van zijn vader en zijn dochter Susan, allemaal binnen een periode van drie jaar. Hij verhuisde terug naar Huntsville (Alabama). Hij leerde gitaar spelen, deed klusjes en wijdde zijn creatieve energie aan het schrijven van proza. Hij schreef een reeks korte verhalen en zijn autobiografie Truth is Stranger than Publicity werd postuum gepubliceerd in 1977 door de Country Music Foundation.

## Nalatenschap
De Delmore Brothers werden opgenomen in de Nashville Songwriters Hall of Fame in oktober 1971, evenals in de Alabama Music Hall of Fame in 1989 en de Country Music Hall of Fame in 2001. Hun baanbrekende bijdrage aan het genre is erkend door de Rockabilly Hall of Fame. De latere platen van de broers met elektrische gitaren en boogiebeat zorgden ervoor dat ze een plekje kregen in de Rolling Stone's History of Rock-'n-Roll
Bob Dylan werd in de Chicago Tribune op 10 november 1985 geciteerd als zeggende: De gebroeders Delmore, God, ik hield echt van hen! Ik denk dat ze elke harmonie hebben beïnvloed die ik ooit heb geprobeerd te zingen. De broers namen meer dan 200 nummers op met grote labels als The Delmore Brothers en nog veel meer onder pseudoniemen zoals Altons beroemdste persona 'Jim Scott'. Alton schreef verder meer dan 1000 nummers die nooit werden uitgebracht.

## Onderscheidingen
- Citation of Achievement van Broadcast Music Inc. gepresenteerd aan Alton Delmore voor Beautiful Brown Eyes, 1951.
- Inductie in de Nashville Songwriters Hall of Fame, 1971
- Inductie in de Alabama Country Music Hall of Fame, 1987
- Inductie in de Alabama Music Hall of Fame, 1989
- Onafhankelijke Country Music Association-Duitsland, introductie in de Eregalerij. 2000
- Onafhankelijke Country Music Association-Duitsland, artiesten van de 20e eeuw, 2000
- Inducted in the Country Music Hall of Fame, 4 oktober 2001
- National Academy of Recording Arts & Sciences Blues Stay Away From Me, Delmore Brothers, King, 1949, werd ingewijd in de Grammy Hall of Fame, januari 2007
- Limestone County Fiddlers Convention, c. Jaren 1920, eerste prijs, duo kreeg een zak meel en een nieuw paar sokken.

## Discografie
- 1957: Sacred Songs (King Records)
- 1964: In Memory (King Records)
- 1964: In Memory, Vol. 2 (King Records)
- 1966: Wonderful Sacred Songs (King Records)
- 1984: When They Let the Hammer Fall (Bear Family Records)
- 1985: Lonesome Yodel Blues (Old Homestead Records)
- 2003: Classic Cuts: 1933-1941 (JSP Records)
- 2005: Fifty Miles to Travel (Ace)
- 2007: The Delmore Brothers, Vol. 2: The Later Years 1933-1952 (JSP Records)
- 2008: Blues Stay Away from Me (Jasmine)
- 2008: Classic Cuts, Vol. 3: More from the 1930s Plus (JSP Records)